# Operacja Granby
Operacja Granby – kryptonim brytyjskiej operacji wojennej podczas I wojny w Zatoce w roku 1991. Określał dyslokację wojsk podczas obrony Arabii Saudyjskiej i wyzwolenia Kuwejtu.
Te dwie części wojny są identyfikowane oddzielnie przez Amerykanów jako Pustynna Tarcza oraz Pustynna Burza.
Operacja Granby wzięła swoją nazwę od Johna Mannersa, markiza Granby, brytyjskiego dowódcy podczas wojny siedmioletniej.